# Amphisternus caudatus
Amphisternus caudatus là một loài bọ cánh cứng trong họ Endomychidae. Loài này được Strohecker Strohecker miêu tả khoa học năm 1964.